# Unterschönau (Schönau am Königssee)
Unterschönau ist seit 1978 ein Gemeindeteil der Gemeinde Schönau am Königssee im oberbayerischen Landkreis Berchtesgadener Land.

## Geschichte
Vermutlich bereits ab Ende des 14. Jahrhunderts waren Unterschönau I und Unterschönau II der 7. und der 5. Gnotschafterbezirk der „Urgnotschaft“ Schönau im Berchtesgadener Land, das ab 1380 das Kernland der Reichsprälatur Berchtesgaden und der später eigenständigen, reichsunmittelbaren Fürstpropstei Berchtesgaden (1559–1803) bildete. Nach drei kurz hintereinander folgenden Herrschaftswechseln wurde 1810 das Berchtesgadener Land mit seinen Gnotschaften dem Königreich Bayern angegliedert und aus Schönau ab 1817 eine Gemeinde. 1978 erfolgte im Zuge der Gebietsreform in Bayern die Wiederzusammenlegung der Gemeinden Schönau und Königssee in die Einheitsgemeinde Schönau am Königssee mit in etwa gleicher Gebietsgröße der einstigen Urgnotschaft. Seither sind Unterschönau I und Unterschönau II Gemeindeteile bzw. Gnotschaften von Schönau am Königssee.
Die Fürstpröpste des Berchtesgadener Landes hatten in der Unterschönau einen künstlichen Teich für die Fischzucht angelegt, der als Schornweiher bereits 1667 urkundlich erwähnt und ab 1931 zum Schornbad ausgebaut wurde. Das am Schornweiher liegende Schornanwesen war später im Eigentum der Grafen Arco von Zinneberg, und so wurde der Teich u. a. auch noch von dem „Adlergrafen“ Maximilian von Arco-Zinneberg (1811–1885) genutzt. Ebenfalls auf dem Schornanwesen wurde unter der Regentschaft von Fürstpropst Michael Balthasar von Christalnigg 1761 oder 1762 die Hubertuskapelle geweiht.
1887 wurde in diesem Ortsteil die Weihnachtsschützen-Gesellschaft Oberherzogberg gegründet, die seit 1925 den Vereinigten Weihnachtsschützen des Berchtesgadener Landes angehört.
Hermann Göring ließ im Januar 1945 den Rest seiner Kunstsammlung in Sonderzügen nach Berchtesgaden bringen und dort in Eisenbahn-Tunneln unterstellen. Die Kunstschätze wurden ausgeladen und in Luftschutzbunker gebracht, ein Teil der Gemälde und Tapisserien hingegen von Einheimischen in diesen letzten Kriegstagen aus den Zügen geplündert – und bis zum heutigen Tag nicht zurückgegeben. Bei Hellmut Schöner ist von Plünderung nirgends die Rede, sondern er stellt lediglich fest, dass 1945 wertvolle Kunstgegenstände und Gemälde – das heißt, die nach der Plünderung noch verbliebenen Gegenstände – aus einem in Unterschönau am Bahnhof Unterstein abgestellten Eisenbahnzug von Hermann Göring (dem „Göringzug“) in jenes von Truppen der US Army belegte Haus Hubertus gebracht worden seien, das Ludwig Ganghofer als Vorlage für seinen Roman Schloss Hubertus diente. Diese sowie die andernorts in Tunneln oder/und Bunkern untergebrachten Kunstgegenstände sind dann von der 101st Airborne Division der USA sichergestellt worden.

## Einrichtungen
In Unterschönau befinden sich das Rathaus der Gemeinde Schönau am Königssee sowie das Schornbad und die weltweit erste Kunsteisbahn für Rennrodeln, Bob und Skeleton (siehe: Kunsteisbahn Königssee).
→ Siehe auch: Liste der Baudenkmäler in Schönau am Königssee#Unterschönau